# To-Mera
To-Mera é uma banda de metal progressivo que mistura heavy metal (bem como seus sub-gêneros) com música erudita e jazz, formada em Surrey, Inglaterra (mesmo lugar onde se dá origem a banda Thereshold).

## Histórico
To-Mera foi formada por Julie Kiss (vocal) e Lee Barrett (vocal), na intenção inicial de fundir os interesses musicais de cada um em até que se formasse algo como que servindo de "moldura" para a atmosfera que eles queriam em suas obras musicais.
Começaram a procurar por membros no começo de 2004 e encontraram Akos Pirisi, mais tarde Tom McLean acabou entrando na banda. Depois de gravarem sua primeira demo, encontraram um tecladista para a banda, que atende pelo nome Hugo Sheppard.
To-Mera grava sua Demo em um lap-top, lap-top esse pertencente ao produtor musical francês em ascensão chamado Brett Caldas-Lima, que mais tarde iria ser convocado a ser o produtor do primeiro álbum da banda, a saber, o Transcendental. O período de gravação se deu por volta de julho de 2005, o local das gravação foi o "The Pearl Rehearsal Rooms (Kingston upon Thames)", posteriormente mixado na França. Essa demo foi mandada para muitos "webzines" e revistas especializadas no ramo. Um contrato com a gravadora Candlelight Records se deu em janeiro de 2006.
Entram em estúdio para gravar seu primeiro disco Transcendental, durante os meses de maio/junho de 2006, com o produtor Brett Caldas-Lima. O álbum foi lançado na Europa no dia 11 de setembro de 2006 e 3 de outubro de 2006 nos EUA. No mês de junho o baterista Akos Pirisi deixa a banda, alegando dificuldades logísticas (pois onde morava dificultava as apresentações ao vivo da banda), a banda então prontamente recruta Paul Westwood para substituí-lo.
Quando a banda decidiu gravar seu segundo álbum o tecladista Hugo Sheppard decide deixar a banda. Começou então a busca por um substituto, e a banda acabou contratando um músico que toca guitarra e teclado: Hen, vindo da banda Haken.

## Integrantes
|  |

### Formação atual
- Julie Kiss: vocais
- Lee Barrett: baixo
- Tom MacLean: guitarra
- Hen: teclado e guitarra
- Paul Westwood: bateria

### Ex-integrantes
- Akos Pirisi: bateria
- Hugo Sheppard: teclado

## Discografia
- Demo (2005)
- Transcendental (2006)
- Delusions (2008)
- Exile (2012)[3]